# 173e méridien ouest
En géographie, le 173e méridien ouest est le méridien joignant les points de la surface de la Terre dont la longitude est égale à 173° ouest.

## Géographie

### Dimensions
Comme tous les autres méridiens, la longueur du 173e méridien correspond à une demi-circonférence terrestre, soit 20 003,932 km. Au niveau de l'équateur, il est distant du méridien de Greenwich de 19 258 km,.
Avec le 7e méridien est, il forme un grand cercle passant par les pôles géographiques terrestres.

### Régions traversées
En commençant par le pôle Nord et descendant vers le sud au pôle Sud, Le 173e méridien ouest passe par:
| Coordonnées           | Pays, territoire ou mer | Notes                                                                         |
| --------------------- | ----------------------- | ----------------------------------------------------------------------------- |
| 90° 00′ N, 173° 00′ O | Océan Arctique          |                                                                               |
| 71° 48′ N, 173° 00′ O | Mer des Tchouktches     |                                                                               |
| 67° 03′ N, 173° 00′ O | Russie                  | Tchoukotka — Péninsule Tchouktche                                             |
| 64° 15′ N, 173° 00′ O | Mer de Bering           |                                                                               |
| 60° 34′ N, 173° 00′ O | États-Unis              | Alaska — Île Saint-Matthieu                                                   |
| 60° 29′ N, 173° 00′ O | Mer de Bering           |                                                                               |
| 52° 06′ N, 173° 00′ O | États-Unis              | Alaska — Île Amlia                                                            |
| 52° 05′ N, 173° 00′ O | Océan Pacifique         | Passe juste à l'ouest de l'île Savai'i, Samoa (à 13° 31′ S, 172° 48′ O)       |
| 60° 00′ S, 173° 00′ O | Océan Austral           |                                                                               |
| 78° 28′ S, 173° 00′ O | Antarctique             | Dépendance de Ross, Liste des territoires revendiqués par la Nouvelle-Zélande |